# محمود الناشف
محمود الناشف ((بالعبرية: מחמוד א-נאשף‏)، 1906 - 10 نوفمبر 1979) سياسي عربي إسرائيلي. كان عضوًا في الكنيست عن قائمة الزراعة والتنمية ‏ بين عامي 1959 و1961.

## السيرة الذاتية
وُلِد الناشف في الطيبة خلال العهد العثماني، وتم انتخابه لعضوية مجلس المدينة عن قائمة مستقلة وأصبح فيما بعد رئيس المجلس. تم انتخابه للكنيست عام 1959 على رأس قائمة الزراعة والتنمية، لكنه فقد مقعده في الانتخابات المبكرة التي أُجريت بعد ذلك بعامين والتي لم يتنافس فيها الحزب. توفي عام 1979.

## وصلات خارجية
- محمود الناشف على الموقع الإلكتروني للكنيست